# Смешно лице
Смешно лице (енгл. Funny Face) амерички је љубавно-хумористички филм из 1957. године, у режији Стенлија Донена, по сценарију Леонарда Герша. Иако има исти наслов као и бродвејски мјузикл браће Гершвин из 1927. године, као и истог главног глумца (Фред Астер), радња је потпуно другачија уз само четири песме из мјузикла. Поред Астера, главне улоге глуме Одри Хепберн и Кеј Томпсон.

## Радња
У потрази за локацијом за следеће снимање, славни модни фотограф Дик Ејвери (Фред Астер) наилази на књижару у Гринич Вилиџу. Одлучује да ту снимити своју фото сеансу, а када се снимање заврши, књижара остаје у нереду, што избезуми продавачицу Џо Стоктон (Одри Хепберн). Дик се понуди да помогне продавачици. Касније, разгледајући фотографије које је снимио у књижари, Дик запази Џо у позадини једне од њих и одушеви се како је испала. Међутим, није једини заинтригиран њеним изгледом. Меди Прескот (Кеј Томпсон), уредница водећег модног часописа за који Дик ради, нуди Џо уговор. Џо невољно прихвата уговор, највише зато што он подразумева и пут у Париз. Међутим, временом њен отпор према новом занимању попушта. Џо почиње да ужива како у послу тако и у друштву згодног фотографа.

## Улоге
| Глумац           | Улога        |
| ---------------- | ------------ |
| Одри Хепберн     | Џо Стоктон   |
| Фред Астер       | Фред Ејвери  |
| Кеј Томпсон      | Меги Прескот |
| Мишел Оклер      | Емил Флостре |
| Роберт Флеминг   | Пол Дувал    |
| Довима           | Марион       |
| Жан дел Вал      | фризер       |
| Вирџинија Гибсон | Бабс         |
| Сју Ингланд      | Лора         |
| Рута Ли          | Лети         |
| Алекс Џери       | Дович        |